# Историческая ратуша Мюнстера
Историческая ратуша Мюнстера (нем. Historisches Rathaus Münster) — здание городского управления города Мюнстер (федеральная земля Северный Рейн-Вестфалия). Наряду с собором Святого Павла ратуша является одним из самых значительныx памятников архитектуры исторического центра города Мюнстер и его символом. Своей наибольшей известности ратуша достигла в 1648 году, когда в ней был заключен Вестфальский мир, поставивший точку в Тридцатилетней войне, а Нидерланды были признаны независимым государством.

## История
Так как во время Мюнстерской коммуны в 1534—1535 годах все документы городского архива были уничтожены, то вся информация вплоть до 1530-х годов основывается на документах, которые сохранялись вне города. Поэтому датировка большинства городских событий до этого времени достаточно проблематична.

### Ранняя история (XII—XV века)
В 1170 году Мюнстер получил городские права. Соответственно появилась необходимость в строительстве здания, в котором бы смогли разместиться органы магистрата и городского суда. Первоначально сооружается фахверковое здание между собором Святого Павла и улицей Принципальмаркт. Уже к 1200 году магистрат переезжает в новое массивное каменное здание, имеющее размер 14,50 м×18 м.
Это здание было построено непосредственно на визуальной линии «Собор Святого Павла — Епископский дворец», что можно было рассматривать как притязание граждан Мюнстера на самоуправление. Сам же епископ расценивал это как провокацию, так как ратуша перекрывала ему обзор из дворца на собор.
В начале XIV века строится новое здание ратуши уже непосредственно на Принципальмаркт. Вероятно, магистрат переехал в это здание в 1320 году. К концу XIV век, вероятно, в 1395 году, к ратуше пристраивается выступающий на Принципальмаркт 4-метровый ризалит.
В 1576—1577 годах перестраивается крыша ратуши — вместо двухскатной крыши в направлении север-юг, строится новая двухскатная крыша в направлении запад-восток, а с западной, обращённой к Принципальмаркт стороне создаётся высокий готический фронтон. Одновременно с этим с восточной стороны к ратуше было пристроено двухэтажное здание, которое было известно под разными именами: «Малая палата Совета», «Комнатка (нем. Stübchen)», «Зимняя палата Совета» (в связи с тем, что имелась проблема с отоплением Главного зала Совета (сидящие вблизи камина члены Совета покрывались потом, а члены Совета, сидящие в противоположной части зала, замерзали) зимние заседания часто переносились в эту палату).

### Вестфальский мир

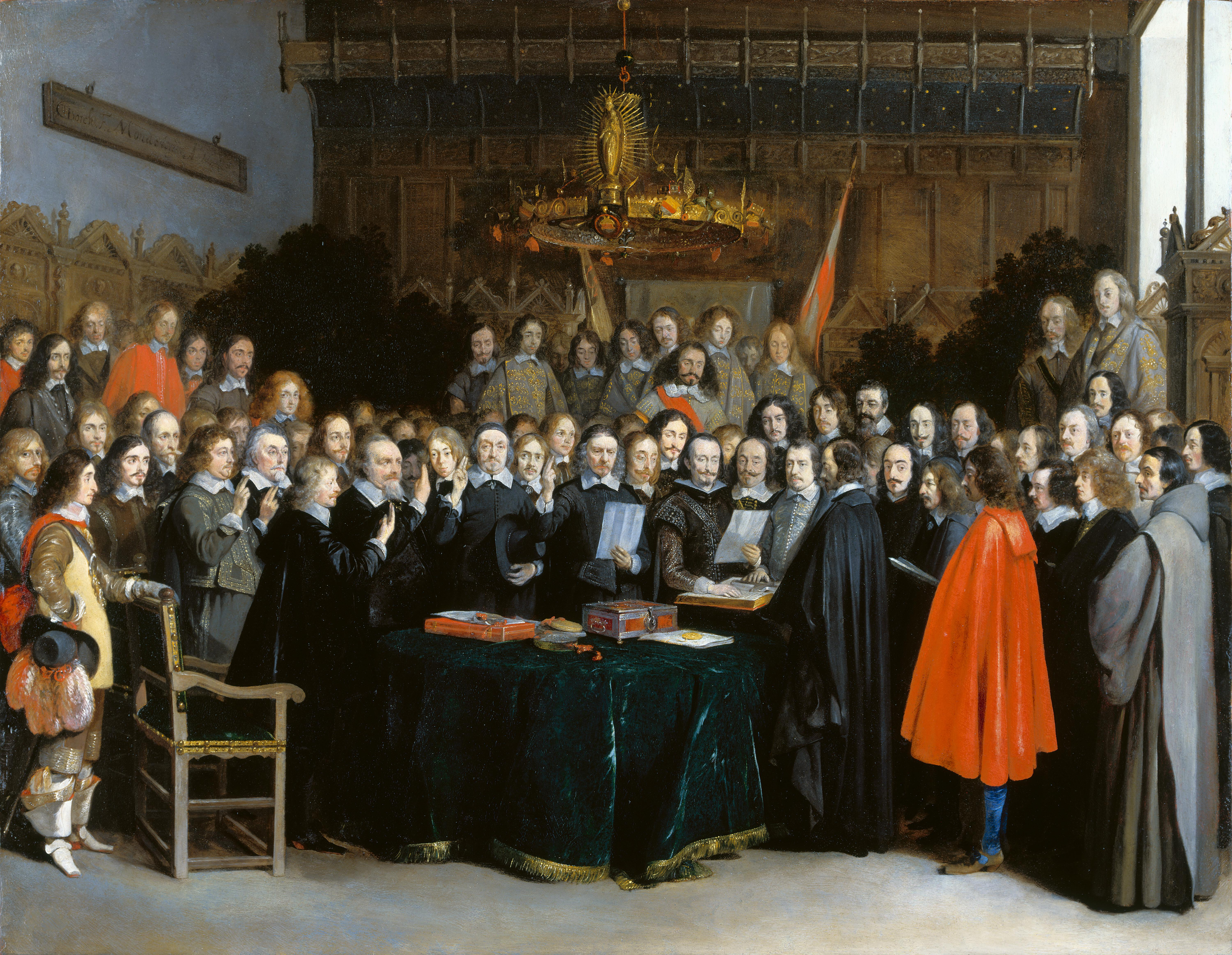
«Вестфальский мир»
(Герард Терборх, 1648)

В 1648 году в Мюнстерской ратуше, а также в ратуше города Оснабрюк (Священная Римская империя и её оппонент Франция, включая их альянсы, вели переговоры в Оснабрюке, а Нидерландская республика и её оппонент Испания проводили переговоры в Мюнстере), проходит Вестфальский конгресс. Выбор Мюнстера и Оснабрюка местом проведения конгресса обусловливался тем, что эти города соблюдали нейтралитет в ходе Тридцатилетней войны. Ещё 27 мая 1643 года имперский надворный советник Иоганн Кране в палате совета огласил заявление о нейтралитете города Мюнстер, соответствующее заявление огласил также представитель архиепископа Мюнстера.
Специально к началу проведения конгресса художник Эферхард Алердинк в 1646 году получил заказ на украшение фасада ратуши. 15 мая 1648 года в Большом зале Совета (в XVIII веке он был переименован в Мирный зал) состоялся обмен подписанными договорами. В этот день также было подписано мирное соглашение между Испанией и семью нидерландскими провинциями, в котором признавалась независимость Республики Соединённых провинций Нидерландов, то есть Вестфальский мир завершил собой также и Восьмидесятилетнюю войну.

### Реконструкция XIX века

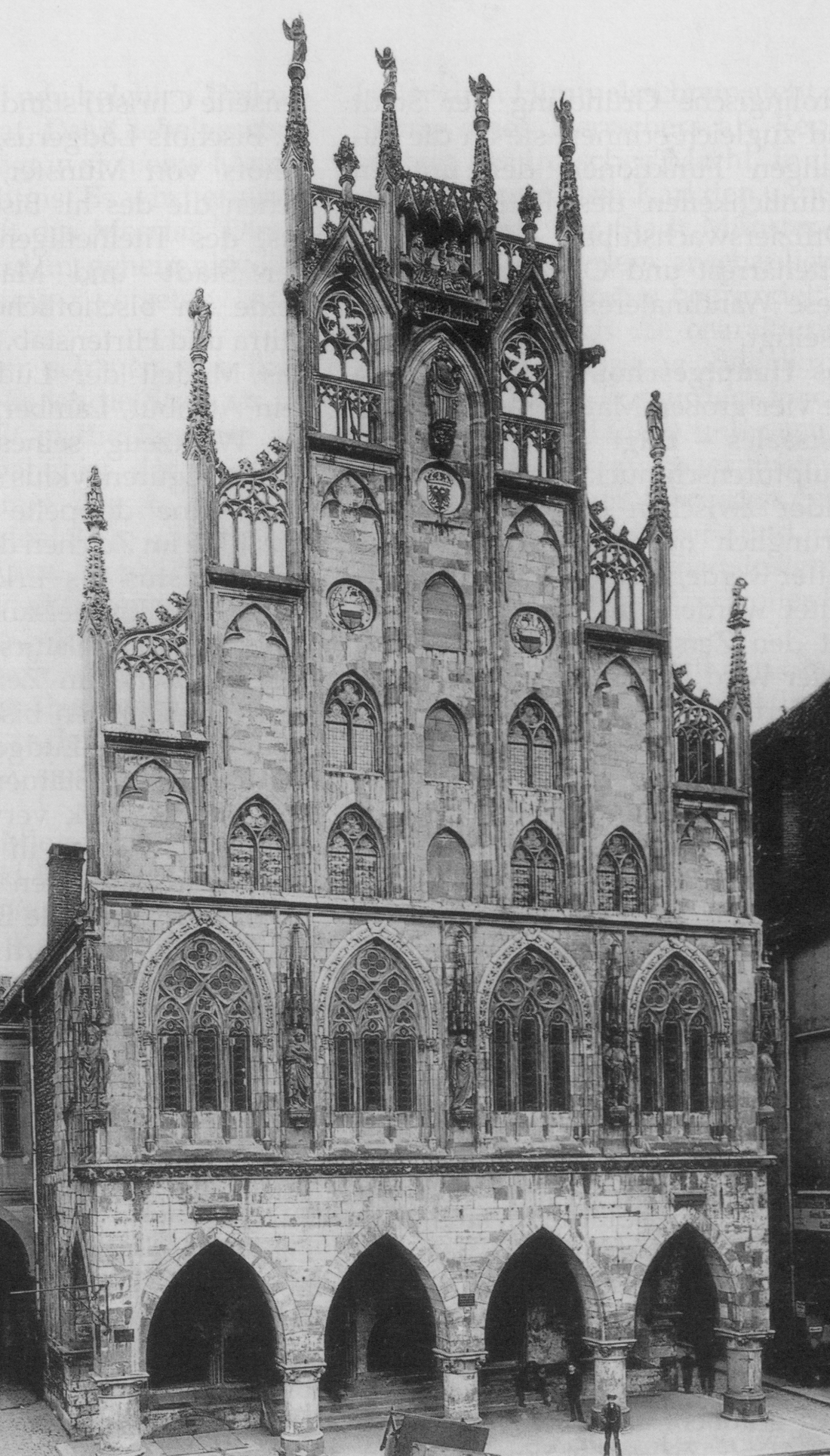
Ратуша Мюнстера в 1900 году

В конце 1850-х годов принимается решение ранее не использовавшийся чердак здания ратуши перестроить в ещё один зал для заседаний. 29 апреля 1858 года депутаты городского Совета утвердили проект перестройки и предварительную смету расходов. 12 декабря 1858 года проект был утверждён строительным инспектором Гауптнером, а также инспектором железной дороги Кайлем. Однако, строительство всё откладывалось ввиду того, что от работы отказался архитектор Юлиус Карл Рашдорф. Кроме того в проект были внесены 3 изменения, которые были поданы на утверждение правительственному советнику по вопросам строительства Вильгельму Залценбергу. 21 февраля 1861 года он отклонил эти изменения, сославшись на «нехватку архитектурного стиля». Залценберг подал собственный проект реконструкции, который и был утверждён. По этому проекту был построен зал с «бочарным» сводом.

### Разрушение и восстановление

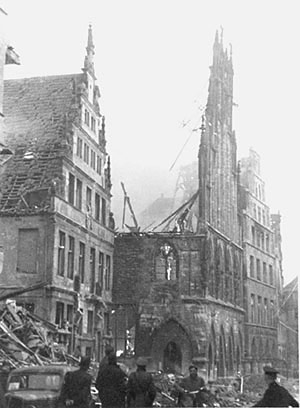
Руины ратуши после бомбардировки 28 октября 1944 года (фасад обрушится в 18:25 того же дня)

В ходе второй мировой войны 28 октября 1944 года во время бомбардировок союзнической авиации несколько бомб попало в Мюнстерскую ратушу, в результате чего здание полностью выгорело. В 18:25 обрушился готический фронтон. Обломки, рухнувшего на Принципальмаркт фронтона были убраны на свалку и, таким образом, безвозвратно утрачены.
В 1948 году к 300-летней годовщине со дня подписания Вестфальского мира было принято решение о восстановлении здания ратуши. Несмотря на то, что ещё в 1942 году элементы внутреннего декора ратуши и инвентарь Мирного зала были эвакуированы в замок Воббель в Липпе, большая часть внутреннего убранства, включая готические окна и роскошный камин в южной стене, погибла. В ходе реставрации утраченный камин был заменён на камин из Нидерландского дома.
23 ноября 1948 года был объявлен конкурс на лучший проект реконструкции ратуши. Для участия в конкурсе были приглашены три мюнстерских архитектора. Победу одержал проект Генриха Бартманна, но работы не начинались, ввиду отсутствия средств — у муниципалитета были более срочные и важные объекты для финансирования, а именно, больницы, школы, объекты водо- и газоснабжения.
Восстановление началось только в 1950 году, но и в этом случае муниципалитет средств выделить не смог и работы финансировались «Комитетом по восстановлению Мюнстерской ратуши» за счёт добровольных пожертвований и прибылей от специально проводимых лотерейных розыгрышей. Общая сумма собранных средств превзошла все ожидания и составила 873 000 марок. Работы стартовали 9 июля. На торжества по случаю начала восстановления ратуши явилось более 30 000 человек, в том числе бывший рейхсканцлер Веймарской республики и почетный гражданин города Мюнстер Генрих Брюнинг.
Строительными работами руководил Генрих Бентелер, который также руководил восстановлением собора Святого Павла. Он несколько отступил от планов реконструкции полностью соответствующей оригиналу, однако, при этом отступление от внешнего вида было минимальным и прослеживалось только в незначительных деталях, а в вопросах технологии строительства расхождения с оригиналом были принципиальными. Так, например, при восстановлении широко использовались бетонные конструкции, которых не было и не могло быть в историческом здании.
9 июля 1952 года состоялись празднества по поводу завершения строительства здания. В 1953 году был оформлен восточный фасад, а в октябре 1954 года — главный западный фасад, выходящий на Принципальмаркт. 30 октября 1958 года, к 310-летнему юбилею Вестфальского мира были завершены все работы по восстановлению исторической ратуши Мюнстера.

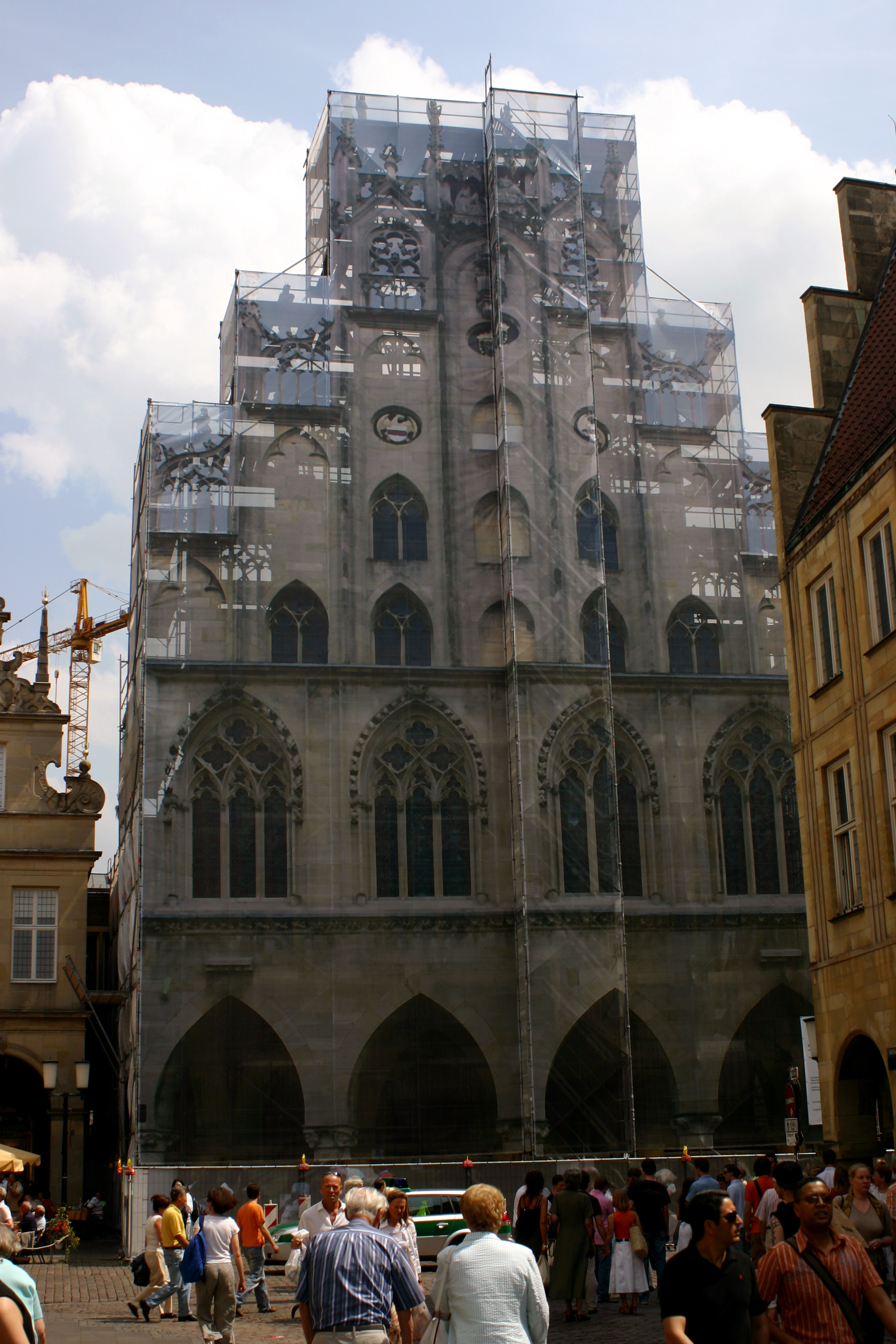
Фотографическое полотно с изображением фасада (2006 год)

Большинство отзывов были положительными, но встречались и резкие критические замечания. Так, например, газета Frankfurter Allgemeine Zeitung 11 ноября 1958 года высказалась следующим образом:
 «Замысел ведущего архитектора — это абсолютно тривиальная помесь банка с отелем. Мюнстер может показывать своим гостям собор, театр и Мирный зал — единственное помещение ратуши, которое соответствует своему предназначению.»
Тем не менее жители Мюнстера гордились результатом восстановления исторической ратуши, которое было для них важным символом экономического возрождения.
В 1992 году была проведена реставрация фронтона, а в2004-2006 годах были выполнены полномасштабные реставрационные работы. Чтобы во время реставрации гости города могли любоваться фронтоном ратуши, строительные леса были затянуты фотографическим полотном площадью 538 м² с изображением фасада.
Сегодня историческая ратуша — это один из основных туристических объектов Мюнстера. Здание преимущественно используется для культурных или представительных поводов, например, в нём проводился большой банкет по случаю 350-летнего юбилея Вестфальского мира. Однако, в здании исторической ратуши и сегодня иногда проходят заседания городского Совета.

## Архитектура
Историческая ратуша представляет собой 4-х этажное здание: подвал, этаж аркад, основной этаж, чердак. На этаже аркад находится холл, гражданский зал и Мирный зал. На основном этаже располагается Главный зал Совета.

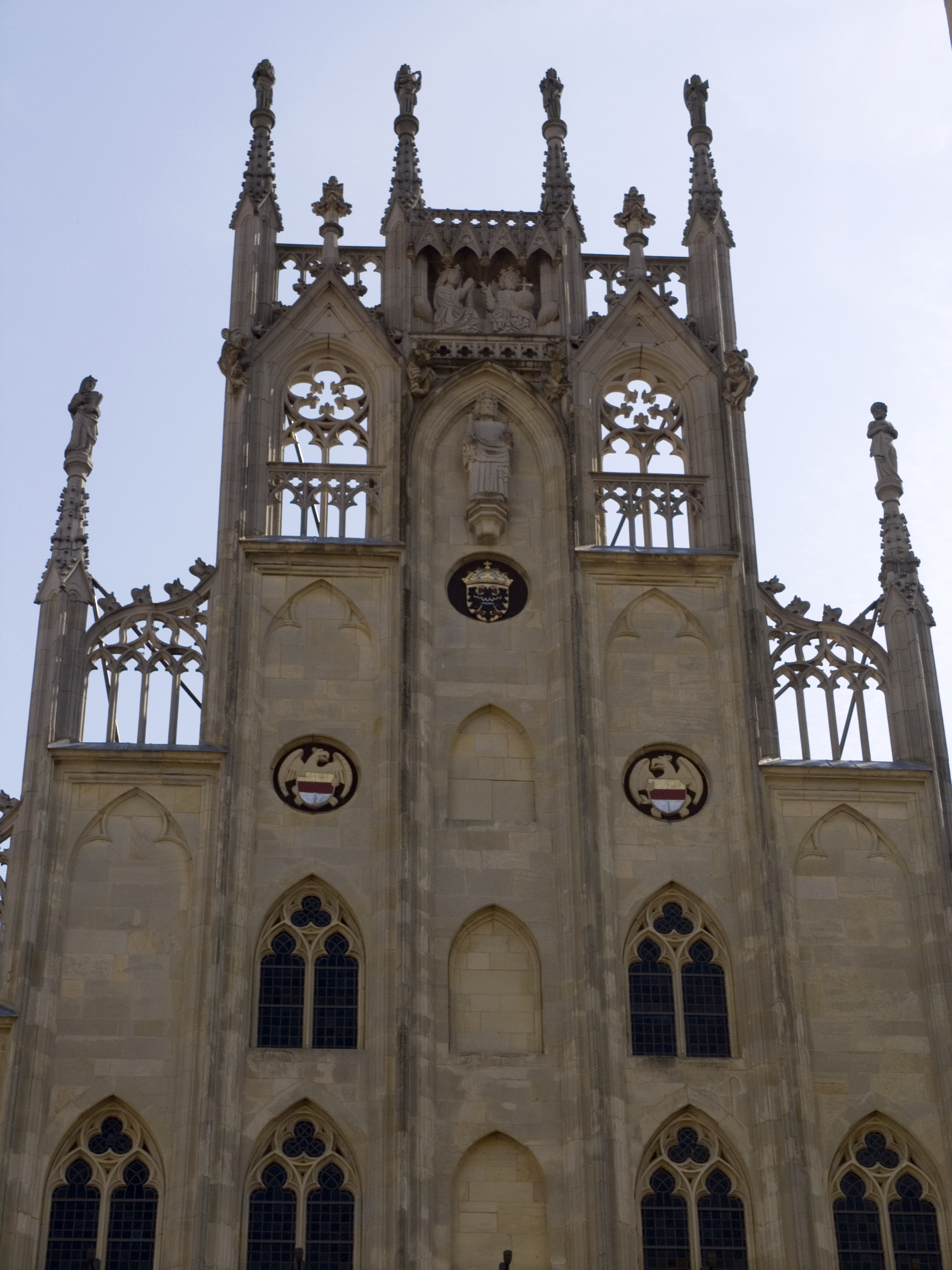
Фронтон западного фасада

### Западный фасад

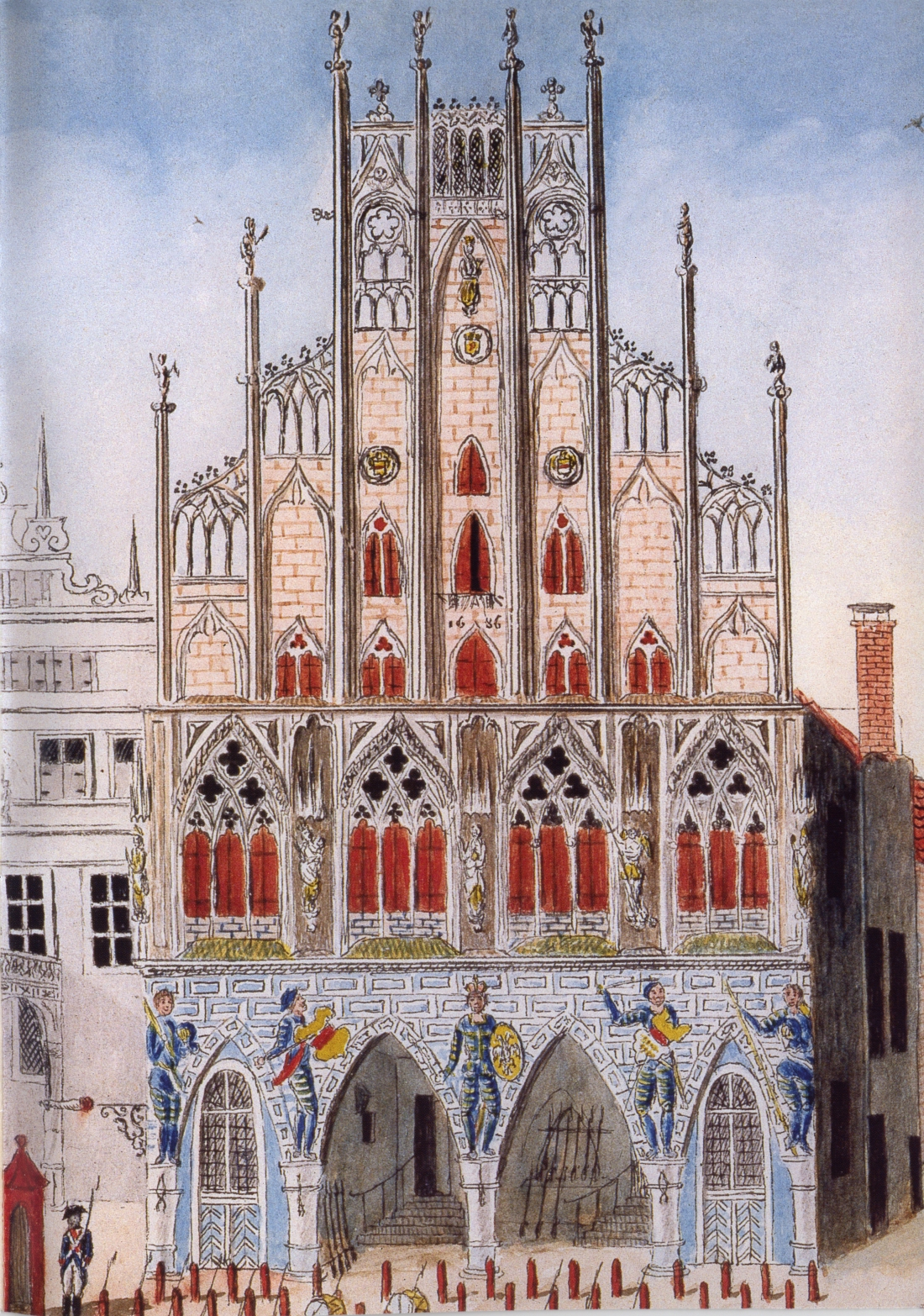
Ратуша Мюнстера в 1800 году

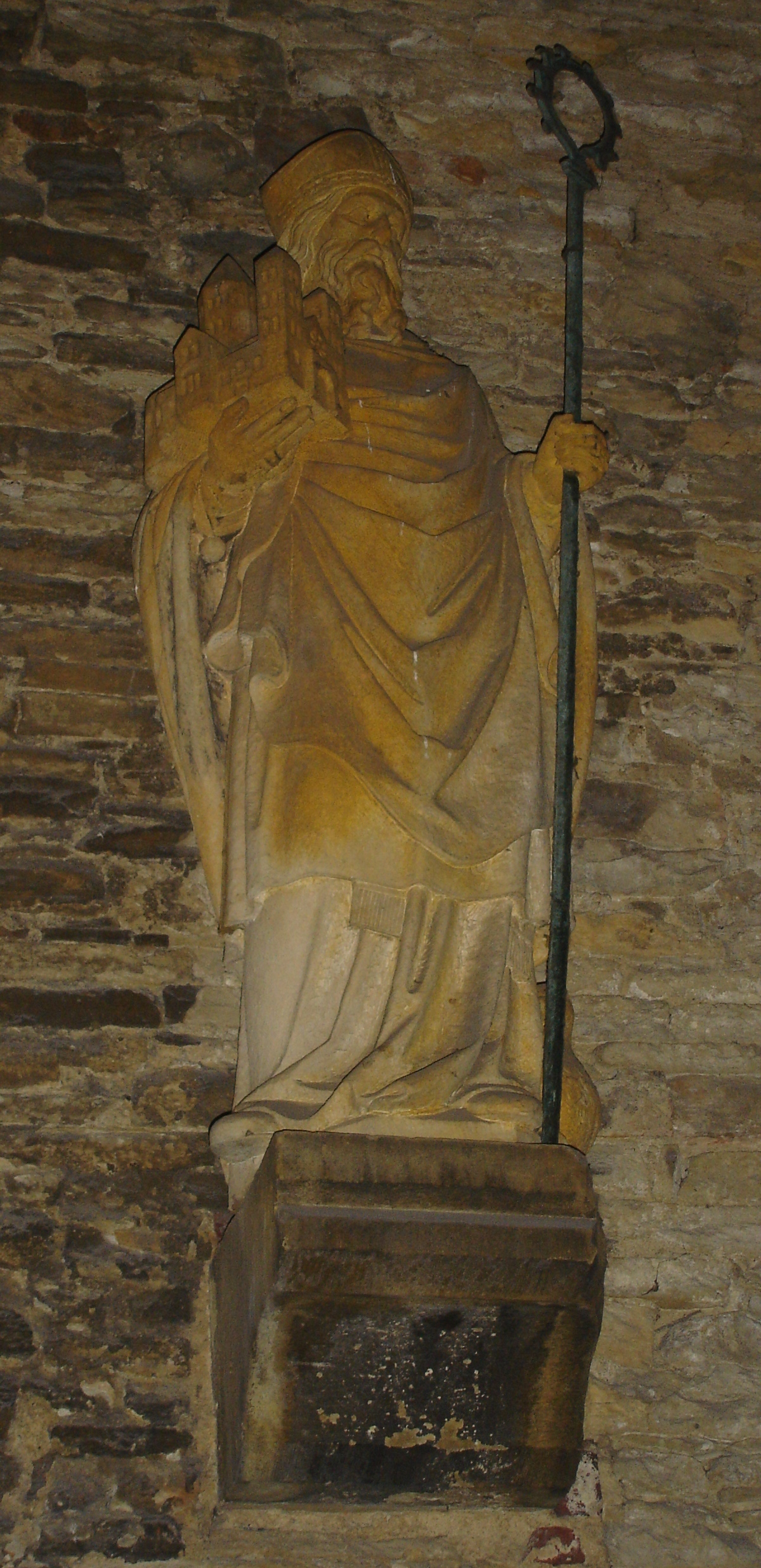
Святой Людгер

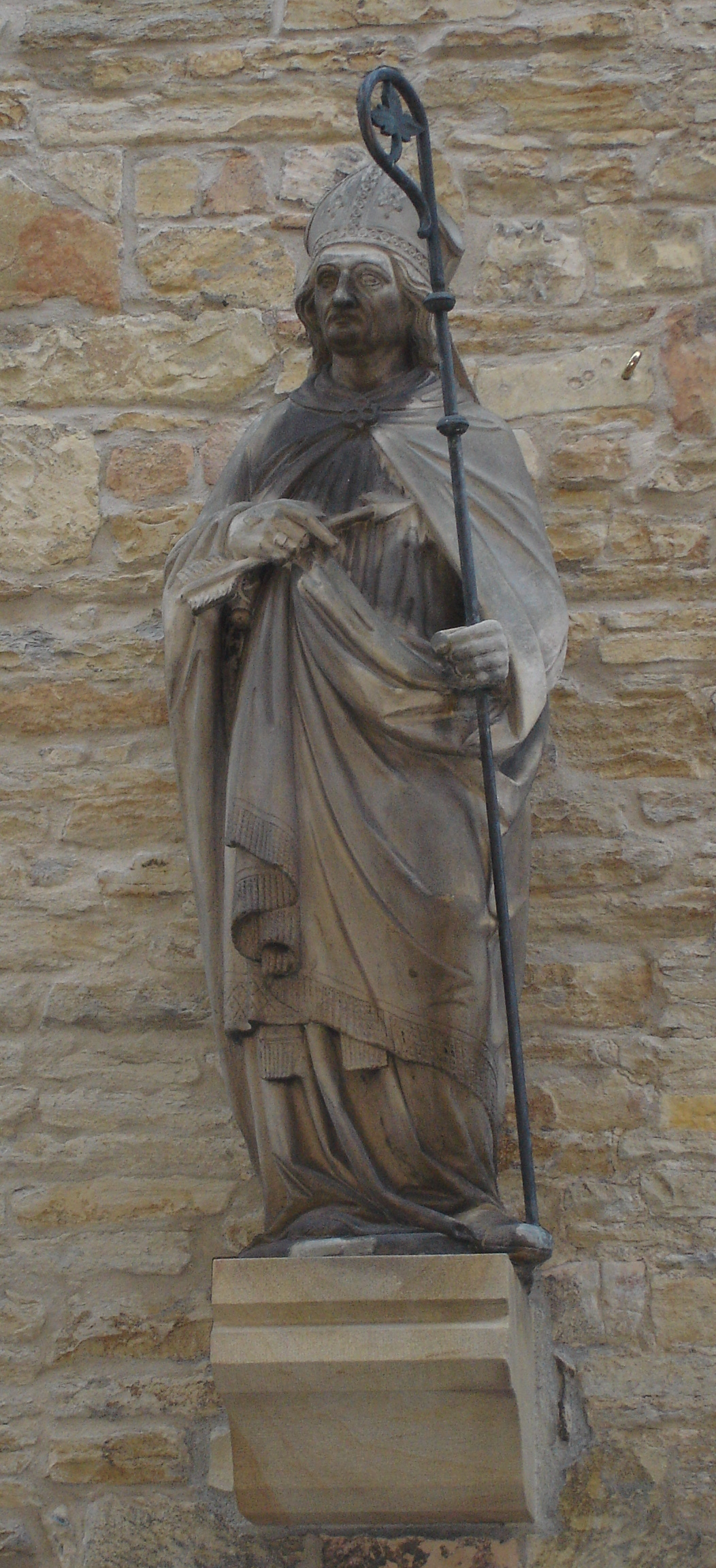
Святой Ламберт

Западный фасад, выходящий на Принципальмаркт, является главным украшением исторической ратуши. Фасад из песчаника выполнен в готическом стиле и имеет высоту 31 м. Папский легат на Вестфальском конгрессе Фабио Киджи (будущий папа Александр VII) писал о фасаде Мюнстерской ратуши:
«Фронтон великолепной ратуши возвышается над другими крышами и, по-видимому, достаёт до неба.»
Как правило, подобная богатая отделка была свойственна только культовым сооружениям, создавая подобный фасад у гражданского здания, жители Мюнстера как бы бросали вызов власти епископа. Столь дорогое и роскошное строительство город мог себе позволить только в период экономического процветания — в конце XIV века, когда Мюнстер вошёл в Ганзейский союз.
Визуально фасад делится на три уровня: аркада, основной этаж и фронтон. Уровень аркад представляет собой 4 стрельчатые арки, опирающиеся на 5 колонн, капители которых ранее были украшены растительными и животными орнаментами, символизирующими собой добродетели и пороки. Так капитель самой левой колонны имела отделку в виде дубовой листвы — символ прочности и надёжности. Справа от неё капитель была украшена сказочными существами: сиреной, василиском и драконом — символами лжи и смерти. Средняя колонна имела капитель, украшенную фигурами пантеры (мягкость), льва (сила), орёл (мужество) и феникс (обновление). Вторая справа колонна имела капитель с масками 4-х лесных демонов. Капитель крайней правой колонны была украшена виноградной лозой — символом умеренности и мудрости.
Во время разрушения ратуши в 1944 году эти колонны не уцелели и первоначально были заменены колоннами с простыми дорическими капителями, но уже в 1963—1964 году капители были декорированы краббами, в виде аллегорических изображений 4-х стихий — воздуха, огня, воды и земли.
До 1824 года пространство над колоннами было заполнено живописными элементами, первоначально выполненными, вероятно, во 2-й четверти XV столетия, а затем заменявшимися в 1646 году художником Эферхардом Алердинком и в 1780 году Иоганном Георгом Леглайтнером. Последняя живопись представляла собой изображение Карла Великого (посередине), пары рыцарей, несущих герб Мюнстера и пары рыцарей, отдающих честь императору.
Фасад основного этажа имеет 4 больших готических стрельчатых окна с витражами, за которыми находится Большой зал Совета. Ранее на фасаде основного этажа размещались статуи Иисуса, Девы Марии, архангела Михаила, Святого Людгера и Святого Ламберта. Только фигуры Святых Людгера и Ламберта сохранились после обрушения фронтона 28 октября 1944 года. После восстановления ратуши эти фигуры были установлены на северной и южной стенах ратуши соответственно.
Фронтон разделён 8-ю тонкими лизенами на 7 частей. Четыре средних, самых высоких лизены завершаются пинаклями с фигурами ангелов, пинакли двух средних лизен украшены женскими фигурами, а на двух крайних пинаклях установлены фигуры стражей.

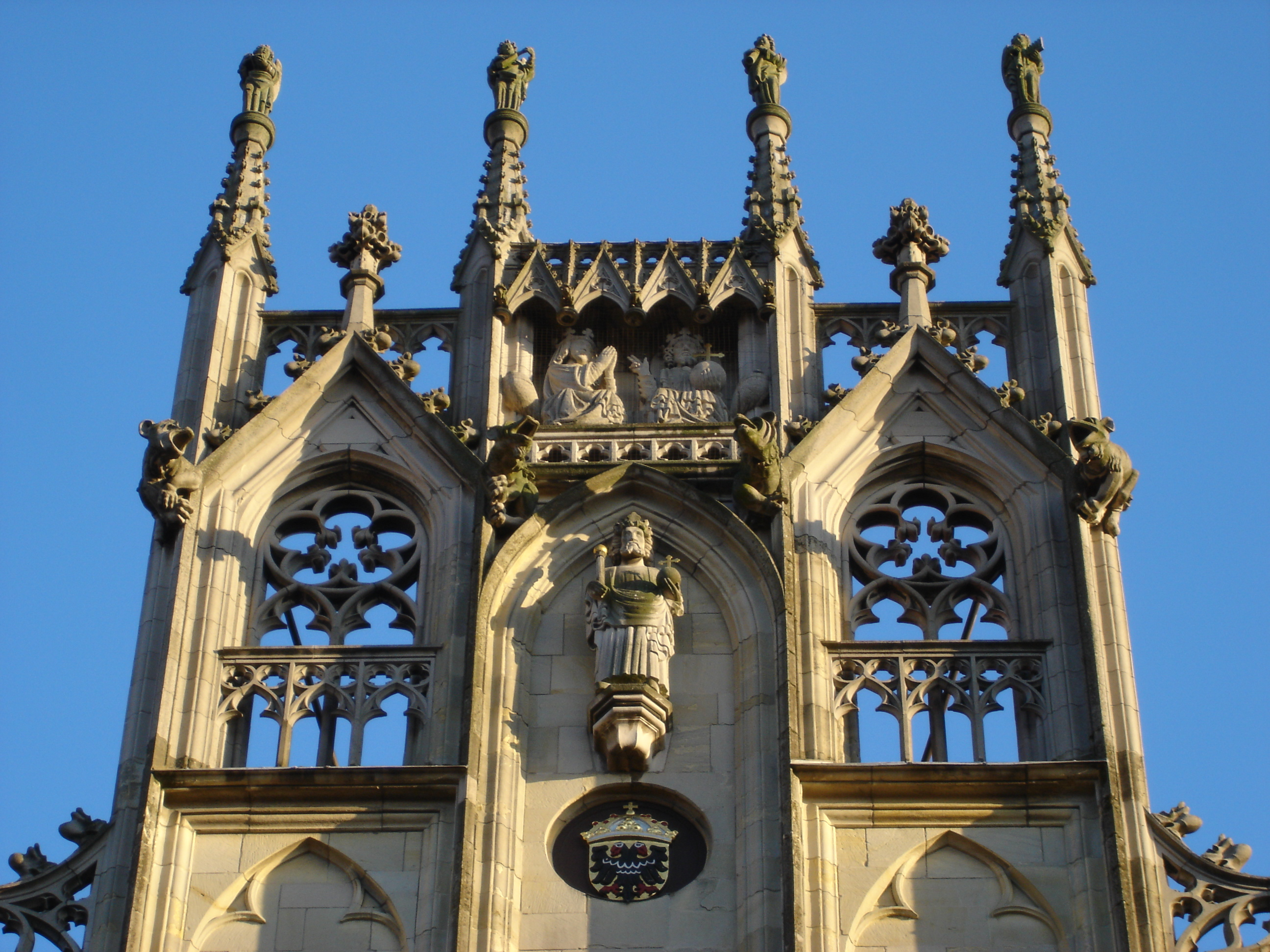
Верхняя часть фронтона

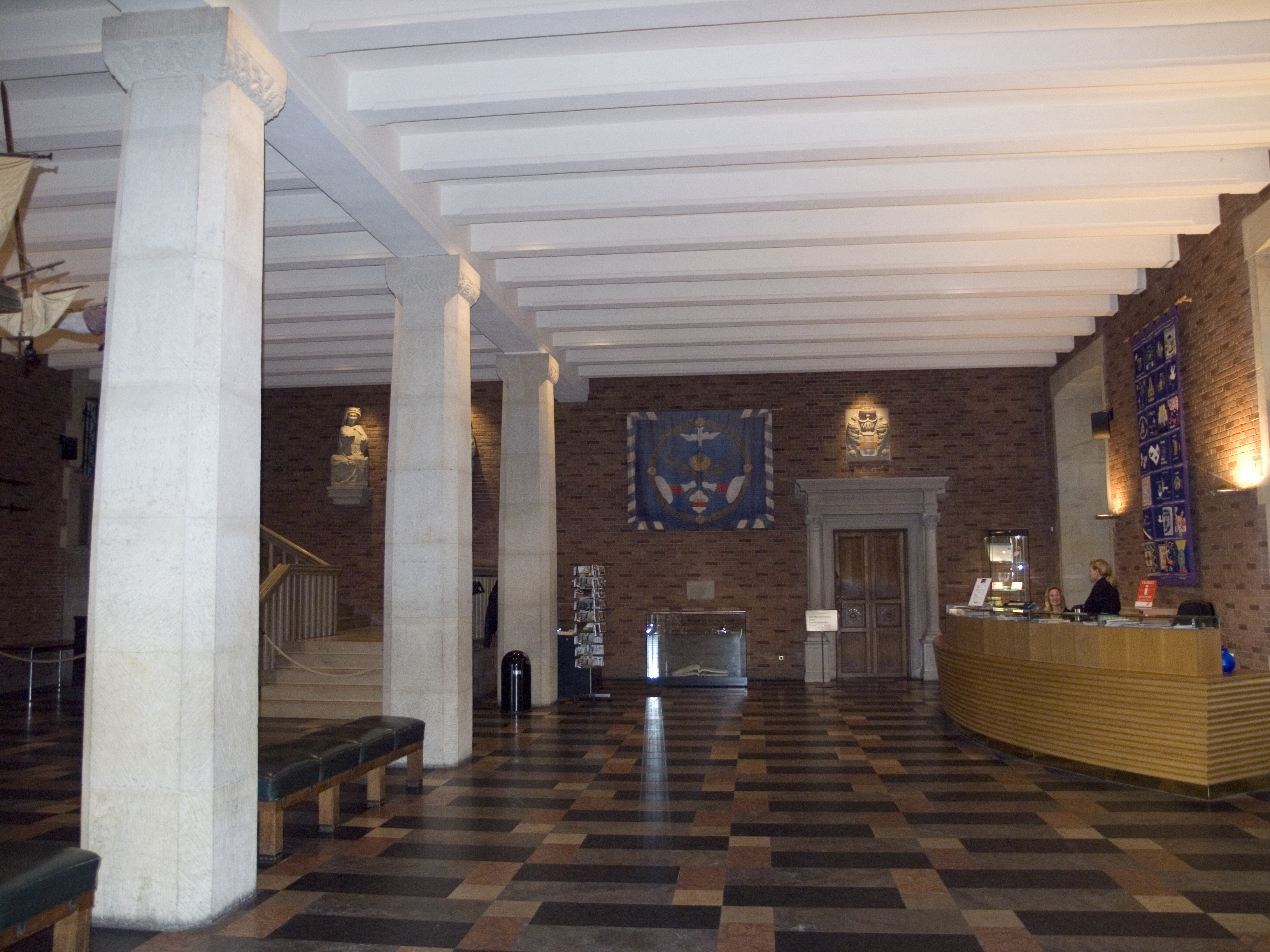
Гражданский зал

В самом верху средней части расположена скульптурная композиция, которую ошибочно принято называть «Коронация Марии», но это не верное название, так как на скульптуре Мария уже изображена в короне. Что на самом деле изображает эта композиция достоверно сказать нельзя, так как она многократно изменялась в ходе ремонтов и перестроек. Ниже этой композиции установлена фигура короля со скипетром и державой. Историки не пришли к единому мнению по поводу того, кому принадлежит эта скульптура — Карлу Великому или царю Соломону. Ниже скульптуры короля располагается герб Священной Римской империи.
От первоначального декора фронтона сохранились только сильно выветренная статуя Марии из композиции «Коронации Мари» и королевская фигура. Обе фигуры выставлены в гражданском зале ратуши.

### Гражданский зал
Гражданский зал представляет собой прямоугольный большой холл, потолок которого опирается на 4 массивных восьмиугольных колонны. Не позднее, чем с 1337 года Гражданский зал служил местом собрания членов магистрата. В тыльной части зала есть мраморная лестница, которая ведёт в сооружённый в 1615—1616 годах Большой зал Совета. В правой стороне тыльной стены Гражданского зала находится дверь, ведущая в Мирный зал. Над дверью — герб города Мюнстер.

### Мирный зал

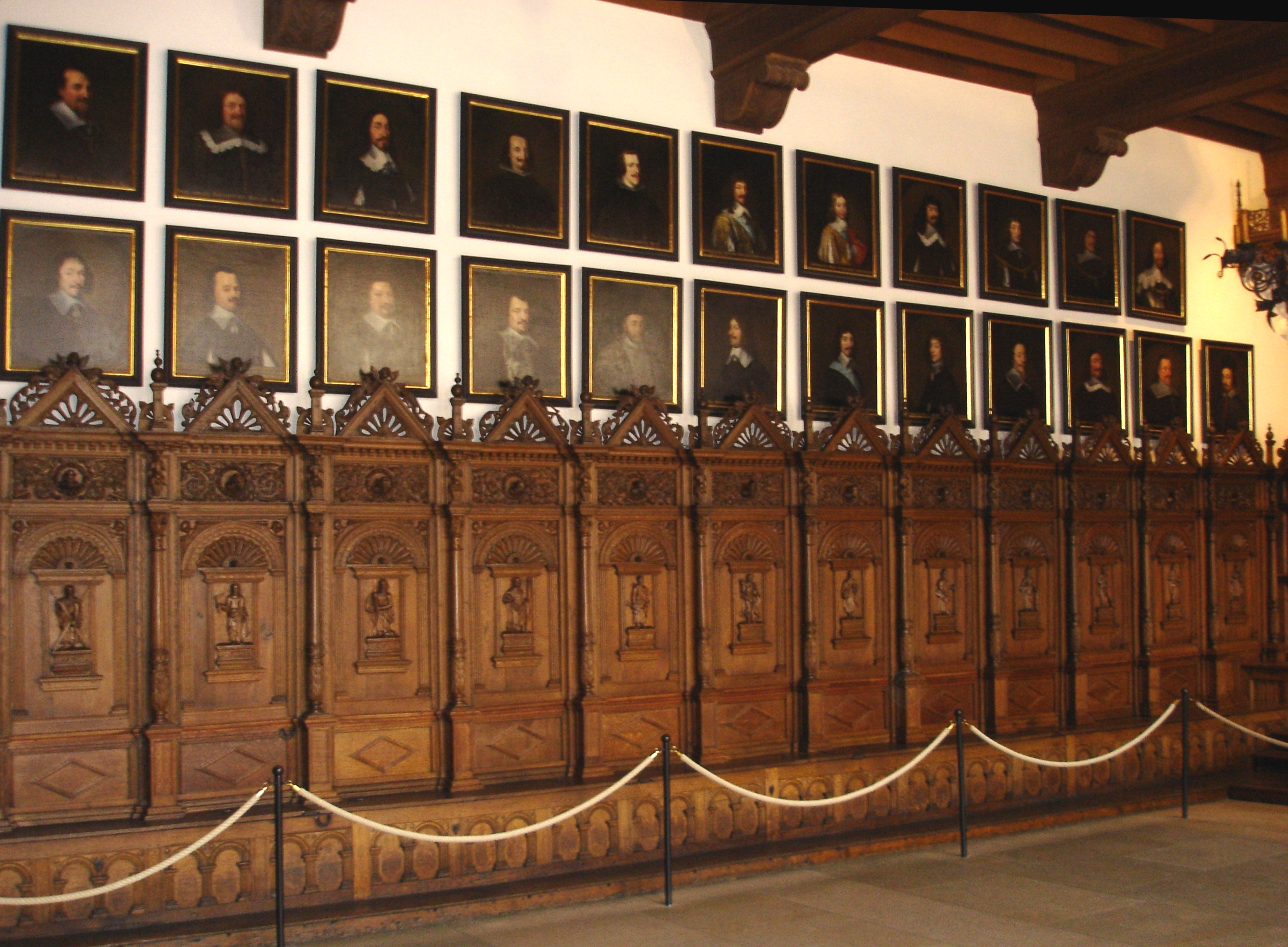
Западная стена Мирного зала
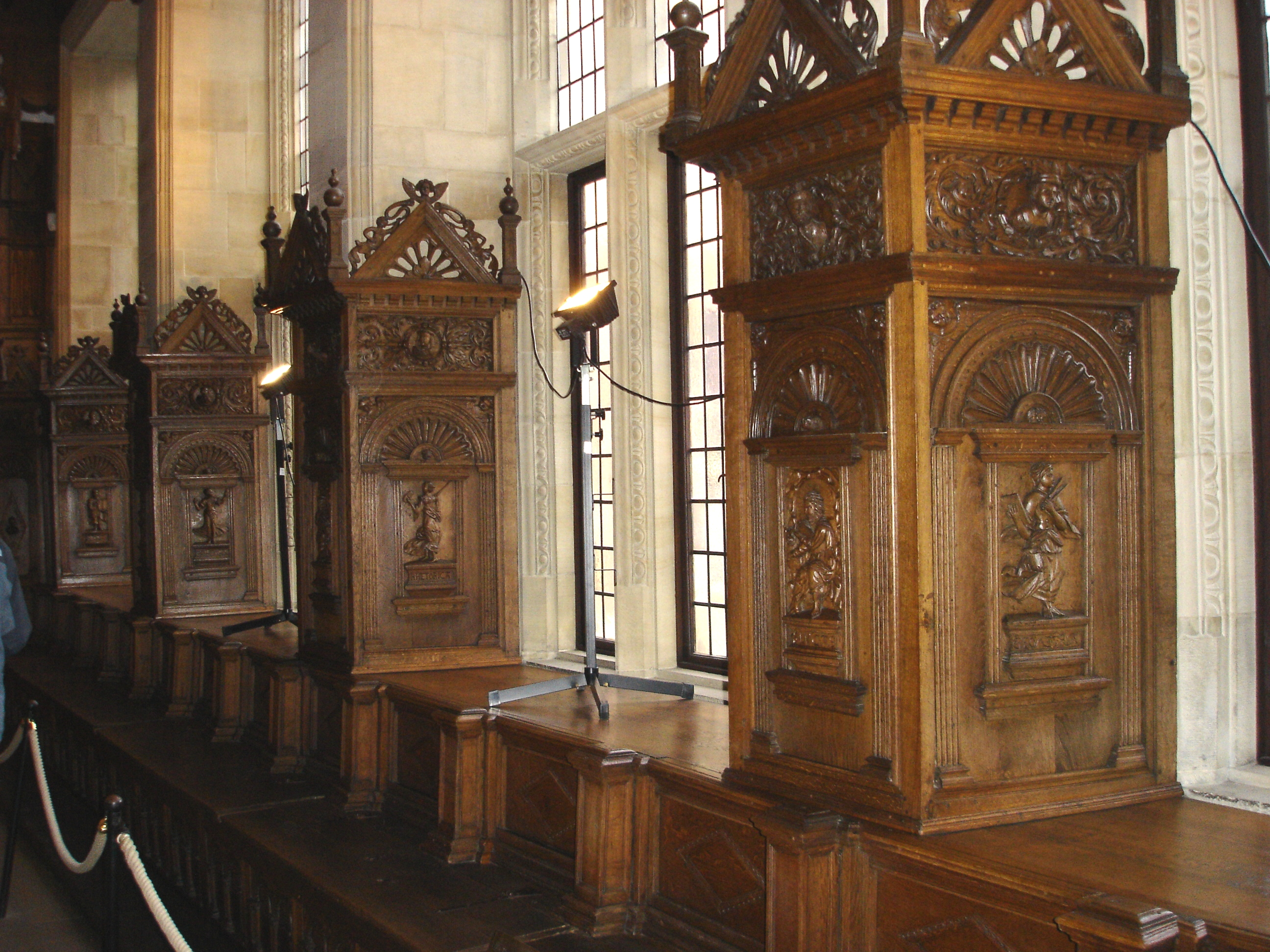
Восточная стена Мирного зала
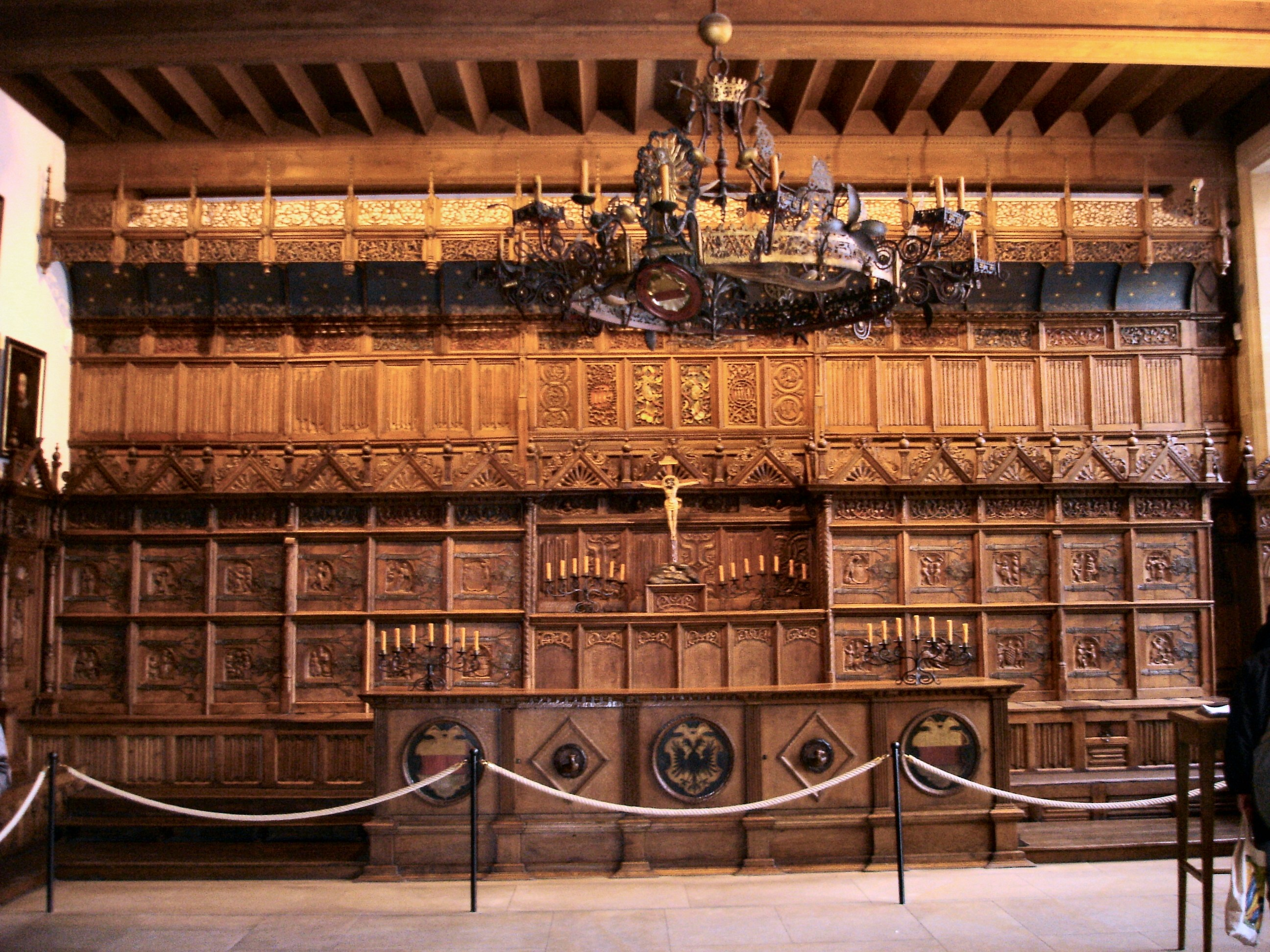
Северная стена Мирного зала
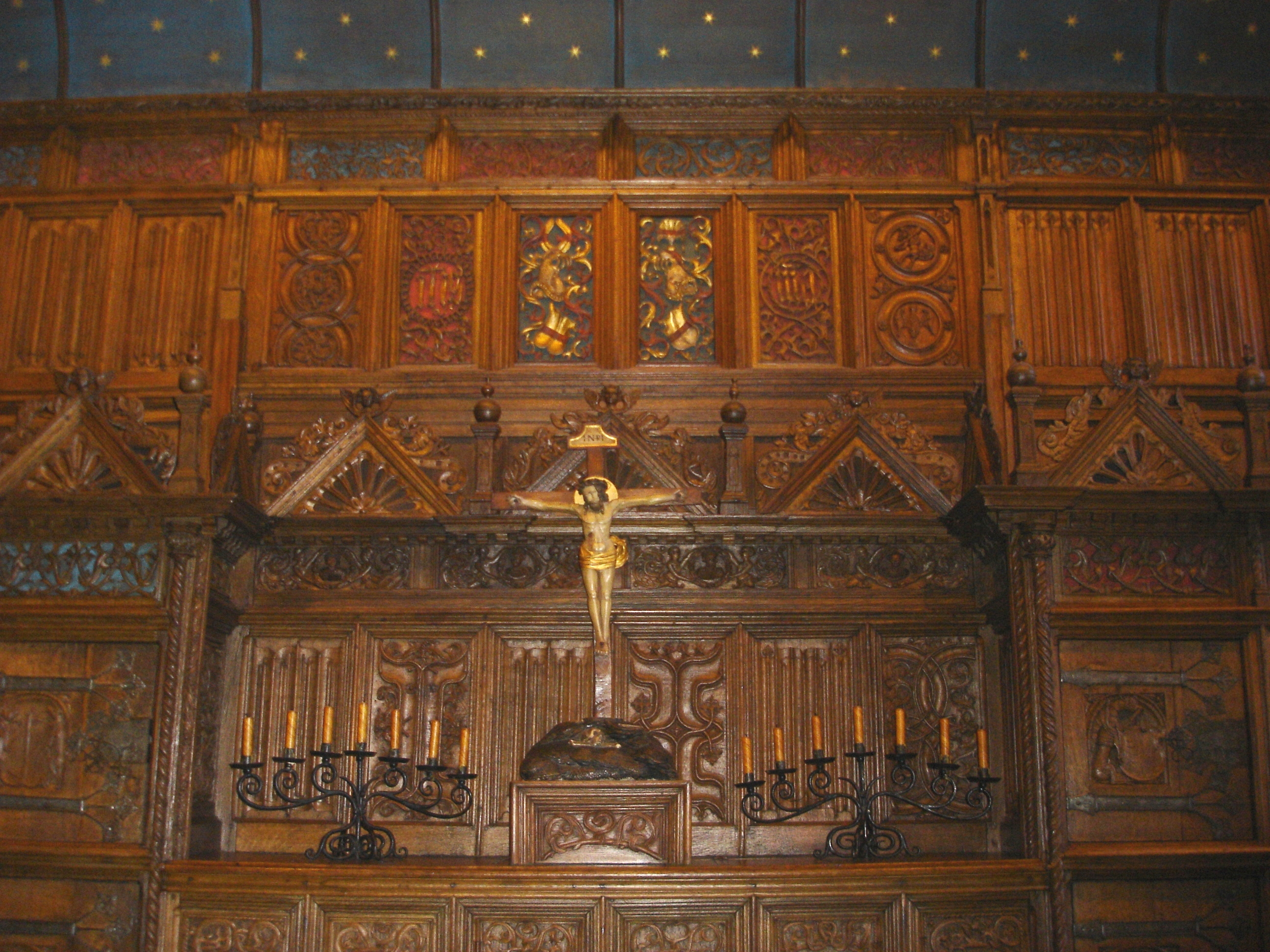
Фрагмент северной стены

Мирный зал (до XVIII века назывался Палата Совета) — зал 10×15 м, богато обшитый деревянными панелями эпохи Возрождения. Первые деревянные обшивки на западной и восточной стене были выполнены в 1577 году знаменитым вестфальским художником Германом том Рингом. В панелях западной стены установлены деревянные скульптуры Спасителя и 11 апостолов в следующем порядке: Варфоломей, Фома, Андрей Первозванный, Иаков Алфеев, Матфей, Филипп, Пётр, Иисус Христос, Иоанн, Иаков Зеведеев, Симон Зилот, Фаддей, Матфий и Павел. Выше деревянных панелей расположены 37 портретов делегатов Вестфальского конгресса.
На восточной стене находятся 4 больших окна. Ранее окна имели витражи с аллегорическими изображениями добродетелей. Но при разрушении ратуши в 1944 году витражи погибли и в ходе восстановления были заменены простыми тонированными стёклами. Межоконные простенки обшиты деревянными панелями с изображениями трёх тематических направленностей: в сторону зала обращены изображения четырёх евангелистов Матфея, Марка, Луки и Иоанна (образы евангелистов созданы по гравюрам вестфальского живописца Генриха Альдегревера 1549 года); на самом северном оконном откосе изображена фигура Моисея, а на остальных семи откосах — аллегорические изображения семи свободных искусств и наук — Грамматика, Диалектика, Арифметика, Риторика, Музыка, Геометрия. Вдоль всей восточной стены установлена скамья, рассчитанная на 14 человек.
Вся северная стена Мирного зала занята большим шкафом. Перед шкафом столы городского судьи и бургомистра. В центральной части шкафа размещено Распятие. По всей длине шкафа в два ряда расположены 22 барельефа со следующими сюжетами:
| Левая (западная) сторона шкафа |                           |                                   |                                |                                  |                                        |
| Мария Магдалина                | Пьяный мужчина            | Святой Георгий, убивающий дракона | Самсон, раздирающий пасть льва | Иона, выходящий из китовой пасти | Геральдическое изображение двух волков |
| Святой Мартин на коне и нищий  | Убийство Святого Ламберта | Святой Эгидий с ланью             | Святой Людгер                  | Ссорящаяся супружеская пара      | Геральдический лев                     |

| Правая (восточная) сторона шкафа |                        |                                 |                                   |                                            |
| Геральдический грифон            | Двое борющихся мужчин  | Самсон срывает ворота Газы      | Ландскнехт с алебардой и волынщик | Мужчина, несущий тело в саване             |
| Женщина, бьющая медведя дубиной  | Собака, грызущая кость | Иисус Навин с гроздью винограда | Две дерущихся обезьяны            | Один мужчина замахивается мечом на другого |

На южной стене находится большой камин. Оригинальный камин 1577 года с изображением суда царя Соломона погиб при бомбардировке и вместо него установлен камин из Нидерландского дома в Мюнстере со скульптурой Фемиды и иллюстрацией к притче о богаче и Лазаре (Лк. 16:19-31). На чугунном медальоне камина изображены корона, скипетр, 3 голубя с оливковыми ветвями в клюве и надпись «Anno 1648. Pax optima rerum, 24. Oct.» (в пер. с лат. «Мир — это наибольшее богатство, 24 октября 1648».

### Большой зал
Построенный в 1861 году зал с бочарным сводом после разрушения ратуши был восстановлен совершенно в новом облике. Бочарный свод был заменён простым плоским потолком. В оформлении зала превалируют цвета города Мюнстер — золотой, красный и серебряный. В зале проходят регулярные заседания членов муниципалитета.

### Подвалы
С 1545 года подвалы ратуши использовались для хранения вина. В 1924 году в подвале был открыт ресторан. После восстановления ратуши подвалы используются в технических целях.

## Музей

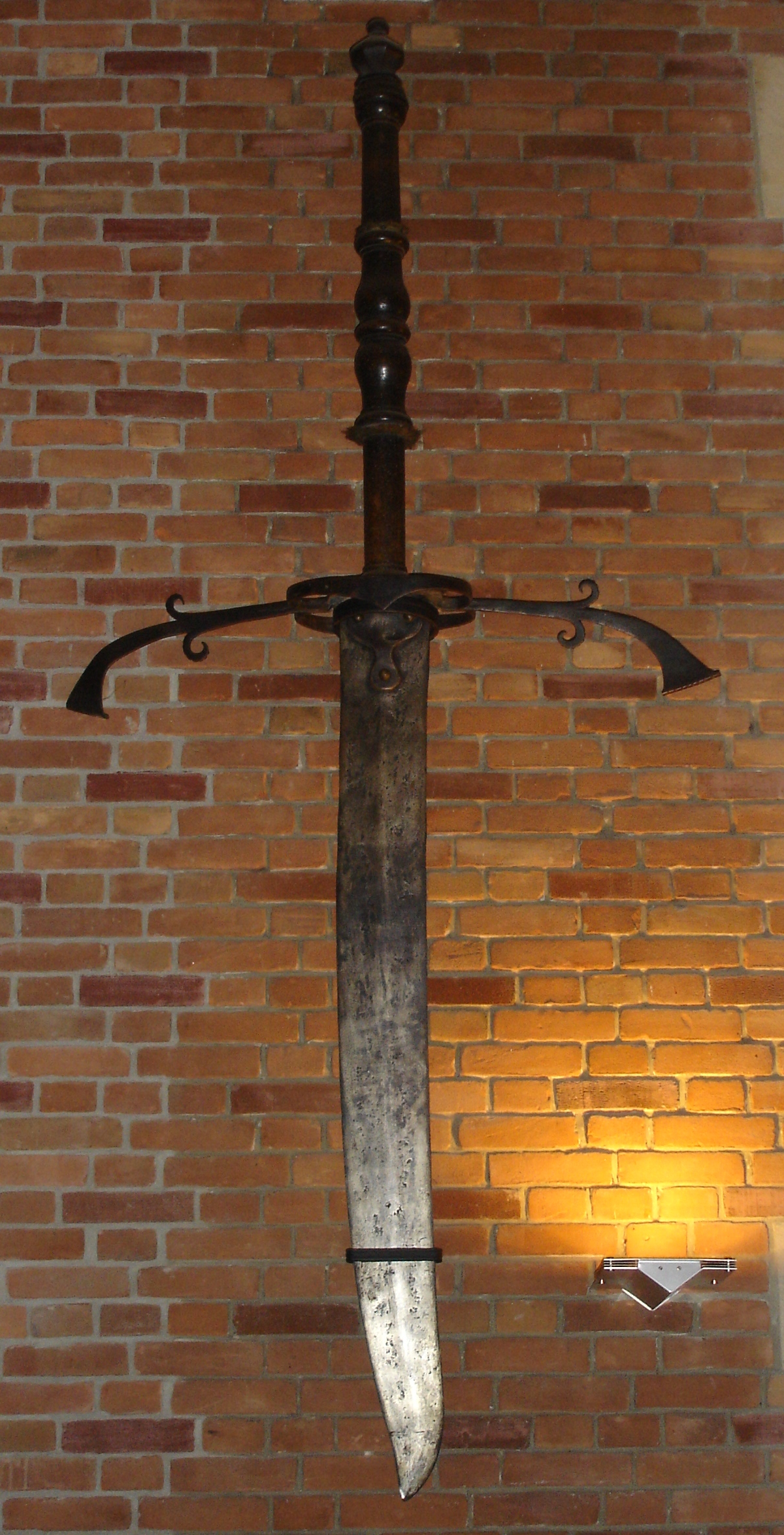
Гигантский меч

Художественные произведения, образцы оружия, знамёна собирались в ратуше, начиная с середины XVII века. Посетивший Мюнстерскую ратушу 21 сентября 1817 года король Пруссии Фридрих Вильгельм III распорядился, чтобы Мирный зал использовался исключительно в музейных целях.
Сейчас в исторической ратуше представлена большая коллекция старинного оружия XVI-XVII веков, в которой выделяется огромный меч длиной 2,49 м с клинком длиной 1,45 м и шириной — 15 см.
Коллекция знамён представляет собой подлинные полотнища XVI-XIX веков, которые пережили вторую мировую войну. Также выставляется серебряная посуда, доспехи, орудия пыток и казни, прочие старинные предметы, имеющие большую историческую и художественную ценность.